# Лебедев, Владимир Николаевич (фристайлист)
Влади́мир Никола́евич Ле́бедев (род. 23 апреля 1984 года в Ташкенте, Узбекская ССР) — российский спортсмен, бронзовый призёр по фристайлу на Олимпиаде в Турине, заслуженный мастер спорта России.

## Биография
Родился 23 апреля 1984 года в Ташкенте.
Вошёл в состав сборной России в 2000 году.
В 2000, 2005 и 2009 годах занял первое место в чемпионата России по акробатическому фристайлу.
В 2001 году стал бронзовым призёром чемпионата России по акробатическому фристайлу.
В этом же году стал чемпионом Европы среди юниоров.
В 2002 году принял участие в Олимпийских играх, занял 14 место.
Регулярно принимает участие в чемпионатах мира (лучший результат — 4-е место, 2007), этапах Кубка мира (лучший результат — 2-е место, 2008).
На 2007 год – 34 старта на этапах Кубка мира, один подиум – 3-е место в акробатике в Мадона-ди-Кампильо (2005).
В 2006 году участвовал в Олимпийских играх, заняв третье место. Первый и единственный (на 2007 год) россиянин, выигравший олимпийскую награду в акробатическом фристайле. Бронза Лебедева в Турине-2006 стала первой медалью России во фристайле с 1994 года, когда в Лиллехаммере серебро и бронзу в могуле выиграли Сергей Щуплецов и Елизавета Кожевникова.
В 2012 году завершил карьеру из-за травмы. После чего работал тренером американской команды по могулу, а также был личным тренером нескольких спортсменов, которые в совокупности выиграли 12 наград в период с 2014 по 2017 год.
В 2019 году возглавил сборную США по лыжной акробатике.

## Награды
- Орден «За заслуги перед Отечеством II степени» (2007)[2]

## Личная жизнь
Не женат. Увлекается музыкой и автомобилями.